# Мурыгин, Павел Павлович
Павел Павлович Мурыгин (1922 — 22 октября 1943) — стрелок 933-го стрелкового полка (254-я стрелковая дивизия, 52-я армия, 2-й Украинский фронт), рядовой. Герой Советского Союза (1944).

## Биография
Родился в 1922 году в селе Тишково ныне Володарского района Астраханской области.
В Красной Армии с 1942 года. 17 октября 1943 года в числе первых ворвался в село Крещатик (Черкасская область) и уничтожил штаб противника. 22 октября 1943 года подбил вражеский танк, взорвал склад с боеприпасами. Погиб в бою.
Указом Президиума Верховного Совета СССР «О присвоении звания Героя Советского Союза генералам, офицерскому, сержантскому и рядовому составу Красной Армии» от 22 февраля 1944 года за «образцовое выполнение боевых заданий командования при форсировании реки Днепр, развитие боевых успехов на правом берегу реки и проявленные при этом отвагу и геройство» удостоен посмертно звания Героя Советского Союза.